# Сент-Коломб-сюр-Сен
Сент-Коло́мб-сюр-Сен (фр. Sainte-Colombe-sur-Seine) — коммуна во Франции, находится в регионе Бургундия. Департамент коммуны — Кот-д’Ор. Входит в состав кантона Шатийон-сюр-Сен. Округ коммуны — Монбар.
Код INSEE коммуны — 21545.

## Население
Население коммуны на 2010 год составляло 947 человек.
| 1962 | 1968 | 1975 | 1982 | 1990 | 1999 | 2010 |
| ---- | ---- | ---- | ---- | ---- | ---- | ---- |
| 1245 | 1230 | 1330 | 1201 | 1151 | 1041 | 947  |

## Экономика
В 2010 году среди 581 человека трудоспособного возраста (15—64 лет) 398 были экономически активными, 183 — неактивными (показатель активности — 68,5 %, в 1999 году было 66,5 %). Из 398 активных жителей работали 350 человек (180 мужчин и 170 женщин), безработных было 48 (25 мужчин и 23 женщины). Среди 183 неактивных 34 человека были учениками или студентами, 88 — пенсионерами, 61 были неактивными по другим причинам.